# Mihaela Logar
Mihaela Logar, slovenska političarka, poslanka, kmetica in biologinja, * 6. januar 1953.

## Življenjepis
Rodila se je leta 1953 v kmečki družini na Duplici pri Kamniku. Osnovno šolo in gimnazijo je obiskovala v Kamniku. Po opravljeni maturi se je vpisala na študij biologije na Biotehniški fakulteti v Ljubljani. Študij je uspešno končala in za diplomsko nalogo dobila Prešernovo nagrado. 
Po študiju je poučevala biologijo na Gimnaziji Ljubljana Šentvid, in sicer v letih od 1976 do 1983. Leta 1988 je bila soustanoviteljica Slovenske kmečke zveze. 
Na volitvah v družbenopolitični zbor 8. aprila 1990 je kandidirala na listi Slovenske kmečke zveze ter bila tudi izvoljena v Skupščino Republike Slovenije. 
Leta 1992 je bila izvoljena v 1. državni zbor Republike Slovenije; v tem mandatu je bila članica naslednjih delovnih teles:
- Odbor za mednarodne odnose (predsednica; od 28. maja 1995),
- Komisija po Zakonu o nezdružljivosti opravljanja javne funkcije s pridobitno dejavnostjo (od 27. maja 1993),
- Komisija za žensko politiko,
- Odbor za mednarodne odnose (do 28. maja 1996) in
- Odbor za infrastrukturo in okolje.